# Xizicus transversus
Xizicus transversus är en insektsart som först beskrevs av Tinkham 1944.  Xizicus transversus ingår i släktet Xizicus och familjen vårtbitare. Inga underarter finns listade i Catalogue of Life.